# Gertrud Classen

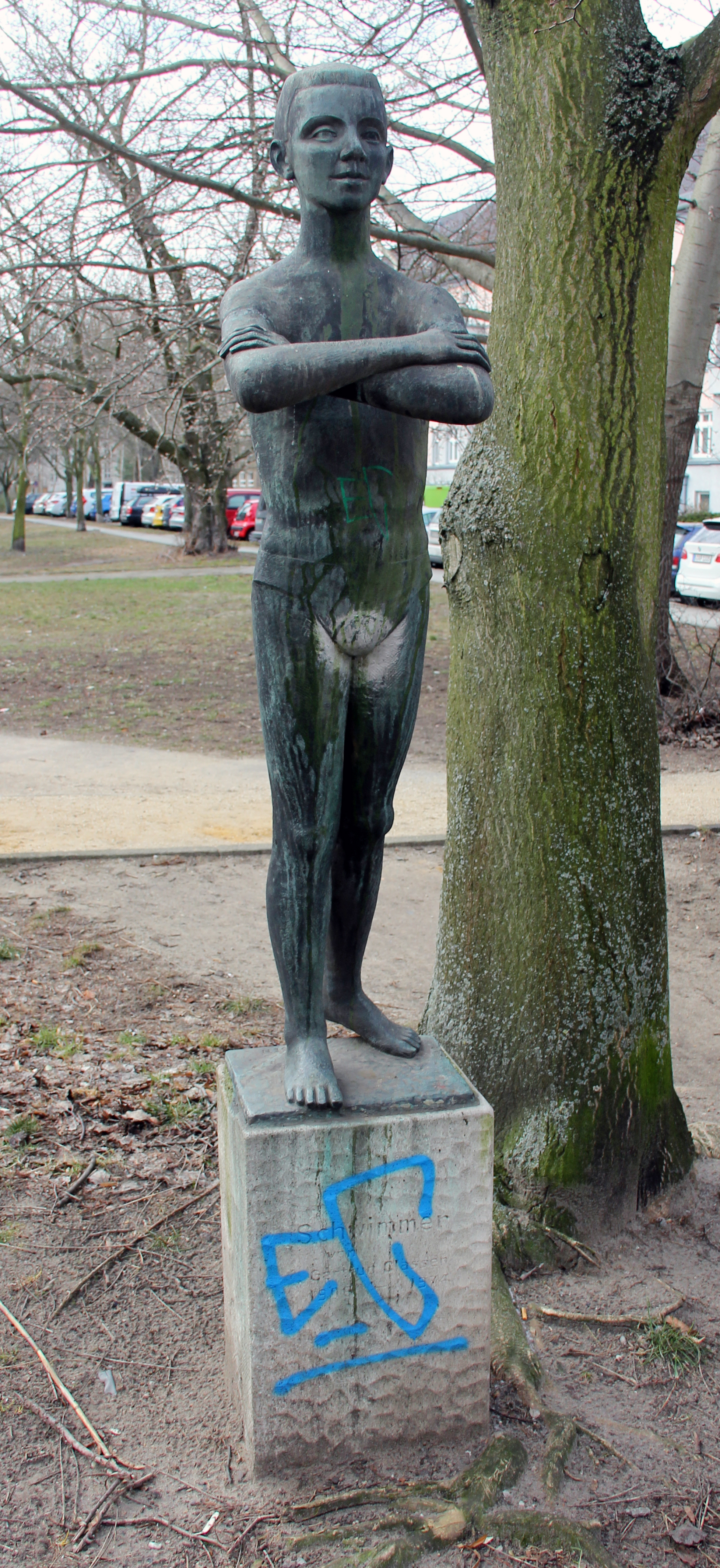
Schwimmer

Gertrud Classen (* 3. Juli 1905 in Königsberg; † 3. September 1974 in Berlin) war eine deutsche Bildhauerin und Widerstandskämpferin gegen den Nationalsozialismus.

## Leben und Werk
Classen, Tochter eines Meiereiverwalters, besuchte nach erfolgreichem Abschluss einer Mittelschule und des Lyzeums die Kunstakademien in Königsberg und Berlin. Sie absolvierte eine Lehre als Keramikerin. Von 1924/1925 studierte sie bei Heinrich Wolff, Richard Pfeiffer und Stanislaus Cauer an der Kunstakademie Königsberg und anschließend bis 1933 in Berlin u. a. bei Alfred Vocke und Erich Wolfsfeld an den Vereinigten Staatsschulen für freie und angewandte Kunst. Ab 1928 arbeitete sie in Berlin als freischaffende Bildhauerin.
Schon in früher Jugend engagierte sie sich in kommunistischen Organisationen. Sie gehörte seit 1919 dem Wandervogelmädchenbund an und wurde 1925 Bundesführerin. Als sich dieser 1928 mit anderen unabhängigen Pfadfinder- und Wandervögelbünden zur Deutschen Freischar zusammenschloss, trat Classen aus der Organisation aus und wurde Mitglied des Kommunistischen Jugendverbandes Deutschlands (KJVD).
1929 trat Classen in die Kommunistische Partei Deutschlands (KPD) ein, was diese zunächst geheim hielt. Classen arbeitete für den bis 1937 bestehenden illegalen Nachrichtendienst der KPD, den von Hans Kippenberger angeführten sogenannten Antimilitaristischen Apparat (AM-Apparat). Weiterhin war sie Mitglied der Roten Hilfe Deutschlands, der Revolutionären Gewerkschaftsopposition (RGO) und des Bundes Revolutionärer Bildender Künstler Deutschlands (BRBKD). 1931 wurde sie Mitglied des Roten Studentenbunds und politische Leiterin des von ihr mitbegründeten Bunds revolutionärer  Hoch- und Fachschüler. 1932 wurde sie im Zusammenhang mit Wahlkampfaktionen der KPD für kurze Zeit festgenommen.
Nach der Machtübernahme der Nationalsozialisten leitete Classen ab 1933 eine illegale antifaschistische Gruppe junger Künstler an den Vereinigten Staatsschulen für freie und angewandte Kunst in Berlin. Sie beteiligte sich an der Herstellung und Verbreitung illegaler Flugblätter. Classen übermittelte bis 1937 während mehrerer Reisen nach Frankreich und Großbritannien Geheiminformationen an den Nachrichtendienst der KPD. 1939 kehrte sie nach einem längeren Aufenthalt in der Schweiz nach Berlin zurück und wurde mehrfach vorübergehend festgenommen und verhört. Sie wirkte dann im Widerstand mit der Schulze-Boysen/Harnack-Organisation zusammen. Daneben beherbergte sie heimlich die Widerständlerin Ilse Stillmann, deren Vater Jude war, und den Deserteur und Widerstandskämpfer Oskar Huth. Nach dem 20. Juli 1944 soll Classen für den Mitverschwörer Ludwig von Hammerstein-Equord falsche Papiere besorgt und ihn versteckt haben. Im Herbst 1944 nahm sie mehrmals an der Herstellung gefälschter Lebensmittelkarten für die Versorgung von Ilse Stillmann teil.
Das Berliner Adressbuch verzeichnete Gertrud Classen 1943 als Bildhauerin in der Knesebeckstraße 67.
Nach dem Ende des NS-Staats betätigte Gertrud Classen sich aktiv am gesellschaftlichen Neuaufbau und übte sie kulturpolitische Funktionen aus. 1946 wurde sie Mitglied der SED. Von 1950 bis 1953 war sie Meisterschülerin an der Akademie der Künste (AdK) der DDR bei Gustav Seitz und Fritz Cremer. Danach betätigte sie sich in Berlin als freischaffende Bildhauerin. Von 1955 bis 1965 leitete sie außerdem einen Zirkel für Aktzeichnen und Modellieren an der Volkshochschule Pankow.
1970 wurde ihr der Vaterländische Verdienstorden in Silber verliehen.

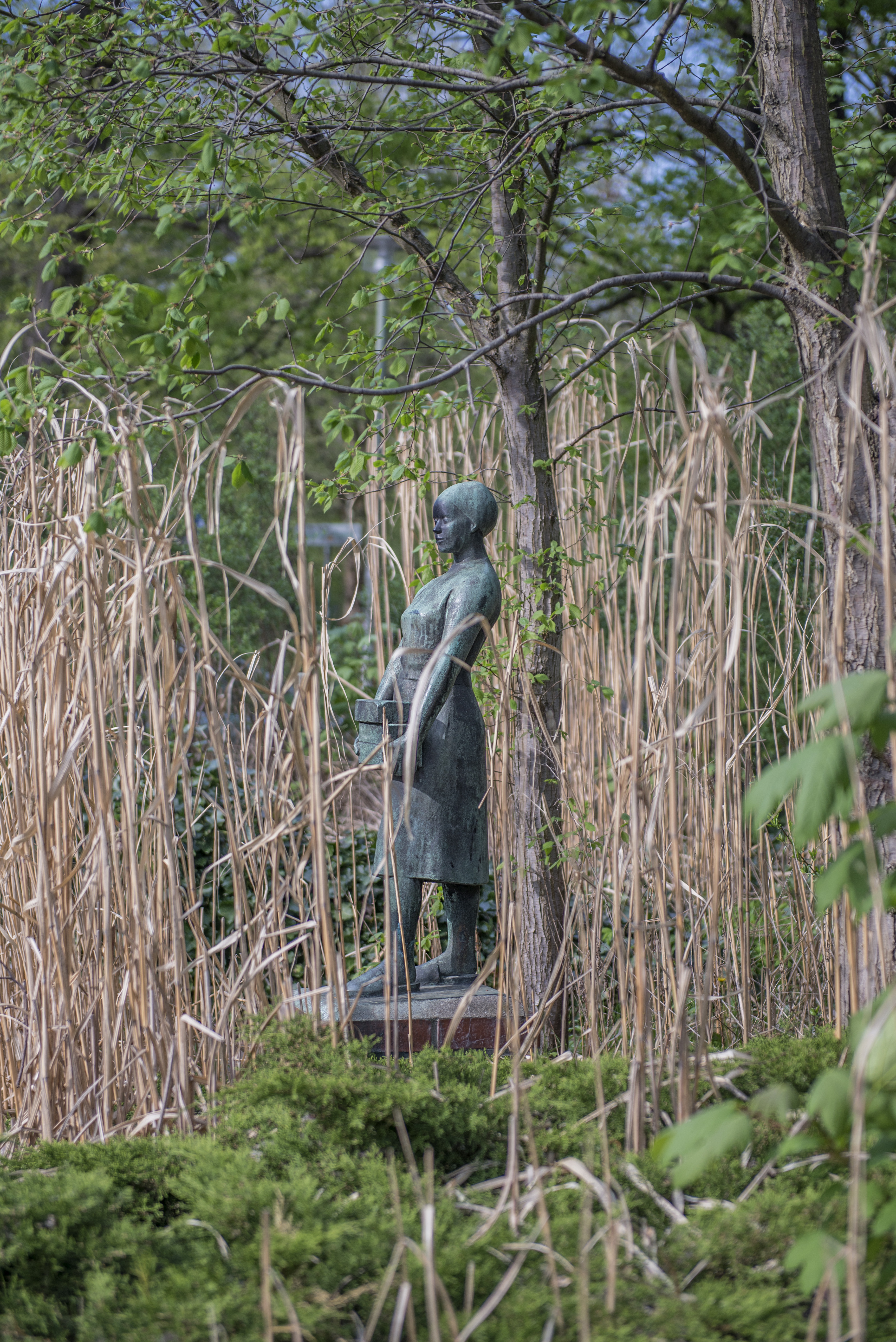
Aufbauhelferin

In Berlin-Pankow wurde der Platz zwischen der Naugarder, Hosemann- und Erich-Weinert-Straße im Jahr 2019 nach ihr benannt und 2024 umgestaltet.

## Werke
- 1952: Aufbauhelferin, Bronze, Ossietzkystraße/Am Schlosspark, Berlin-Pankow
- 1960: Käte Rentmeister, Porträtbüste, Gips[6]
- 1966: Der Schwimmer, Bronze, 1975 aufgestellt, Kiefholzstraße 192, Berlin-Baumschulenweg, im Mai 2018 gestohlen, zersägt und bei einem Buntmetallhändler sichergestellt[7][8][9], restauriert und 2021 wieder aufgestellt[10]
- Mutter, Bronze, Antlitz einer typischen Bäuerin, im Jahr 2017 Teil einer Ausstellung auf der Burg Beeskow[11]

- 1974: Lesender Knabe (zusammen mit Siegfried Krepp), aufgestellt in der Pistoriusstraße Ecke Woelckpromenade in Berlin-Weißensee, ein nackter Junge sitzt auf einem Stein, auf seinen Knien liegt ein aufgeschlagenes Buch[12]
- Bündische Vielfalt, eine junge Frau mit Kopftuch wandert gitarrespielend[13]
- Mutter mit Kind: eine Mutter führt ihre kleine Tochter an beiden Händen auf dem Boden entlang[14]
- Lesender Knabe: ein nackter Junge liegt auf dem Bauch und liest[15]

Außer Bildwerken schuf die Künstlerin auch Illustrationen zu Kinderbüchern, beispielsweise Nili das Nilpferdmännchen oder Die Uhr.

## Ausstellungsbeteiligungen
- 1952: Bautzen, Görlitz und Zittau („Berliner Künstler“)

- 1953: Dresden, Dritte Deutsche Kunstausstellung[16]
- 1954, 1960 und 1975: Berlin, Bezirkskunstausstellungen
- 1958: Berlin, Akademie der Künste (Jahresausstellung der DAK)
- 1960: Berlin, Pavillon der Kunst („Frauenschaffen und Frauengestalten in der bildenden Kunst. 50 Jahre Internationaler Frauentag.“)
- 1965: Berlin („G.C. und ihre Schüler“)
- 1967: Berlin, Akademie der Künste („Meisterschüler der DAK“)
- 1980: Berlin, Ausstellungszentrum am Fernsehturm („Retrospektive Berlin“)

## Gedenken
2022 wurde ein Platz im Berliner Ortsteil Prenzlauer Berg nach Classen benannt.